# Мишићни тонус
Мишићни тонус је напетост у опуштеном мишићу или отпор, који осећа испитивач током пасивног истезања зглоба када су мишићи у мировању. Ово сложено и динамично стање је резултат хијерархијске и реципрочне анатомске повезаности. Регулише се својим улазним и излазним системима и има критичну интеракцију са захтевима за снагу и перформансе задатака.

## Тонус
Тонус је у основи конструкција моторичке контроле, у којој је снага суштински уравнотежена. Ова хијерархија моторичке контроле укључује:
- кору мозга (опсежна способност обраде са највишим степеном слободе),

- базалне ганглије (учење и подучавање задатака зависних од контекста са мањим степеном слободе),
- мали мозак (фино подешавање),
- ретикуларни систем можданог стабла (заједнички пут за узлазни и силазни тракт),
- кичмену мождину (заједнички узлазни и силазни пут мишића) са најмањим степеном слободе).

## Класификација мишићног тонуса
Мишићни тонус се може класификовати као  постурални  и  фазични  тип. 
Постурални тип тонус се уочава у аксијалним мишићима где је гравитација најважнији подстицајни фактор. Она је резултат сталног истезања мишића и тетива и манифестује се као продужена контракција мишића. 
Фазни тип тонуса је оно што се обично клинички оцењује у екстремитетима као брз и краткотрајан одговор. То је резултат брзог истезања тетиве и причвршћеног мишића, тачније, мишићног вретена. 
Мишићни тонус се такоже може класификовати као  активна и пасивна  компонента.

## Релевантна анатомија која је у основи регулације мишићног тонуса
Тонус мишића се регулише спиналним и супраспиналним механизмима. Док контрола кичме зависи од интеракције између мишићног вретена и кичмене мождине заједно са интернеуронима, супраспиналну контролу регулишу олакшавајуће и инхибиторне дуге структуре и мали мозак.

### Контрола кичме

#### Интеракција између мишићног вретена и кичмене мождине
За регулацију мишићног тонуса неопходна је сензорна повратна информација кичменој мождини од мишића у погледу њене дужине и напетости. Интрафузална влакна шаљу информације о дужини мишића или брзини промене дужине, док Гоџијеви тетивни органи шаљу информације о напетости тетива или брзини промене напетости.  Аференти типа Ia откривају брзину промене дужине мишића током истезања (динамички одговор). Међутим, тонична активност аферената типа Iа и II  открива стабилну дужину мишића (статички одговор). Аференти типа Iб шаљу информације из Голџијевих тетивних органа.
Мишићно вретено ствара тонус активирањем рефлекса истезања. Када се моторна команда пошаље алфа моторним влакнима (који снабдевају екстрафузална влакна), гама влакна (снабдевају интрафузална влакна) ће такође бити побуђена (алфа-гама коактивација), што доводи до контракције и екстрафузалних и интрафузалних влакана.. Постоје два типа рефлекса: 
(а) динамички, 
(б) статички. 
Изненадно брзо истезање мишића стимулише влакна нуклеарне вреће (реагују на брзину или брзину истезања), а Iа  аференти (анулоспирални завршеци) преносе динамички сигнал до кичмене мождине. Еферентни сигнал из врпце (алфа моторни неурон) долази преко алфа еферента до екстрафузалних влакана, што доводи до изненадне контракције мишића (динамички рефлекс истезања). Ово је основа клиничког изазивања дубоких тетивних рефлекса. С друге стране, дуготрајно истезање мишића стимулише влакна нуклеарног ланца, а аференти типа II   преносе сигнал до пупчаника. Еферентни сигнал из кабла путује преко алфа еферента до екстрафузалних влакана. Међутим, овог пута ће доћи до асинхроне контракције екстрафузалних мишићних влакана (моторне јединице се не испразне све заједно) што ће резултовати благом континуираном контракцијом ових влакана све док се истежу. Овај статички рефлексни одговор истезања је физиолошка основа за одржавање мишићног тонуса.
С друге стране, постоји праг, када се мишић јаче истегне, рефлексна контракција је јача. Након преласка прага, контракција престаје, а мишић се опушта. Ово је познато као  инверзни рефлекс истезања и посредовано је Голвијевим тетивним органом присутним у фасцикулама тетиве.

#### Интернеурони
Интернеурони су саставни део лука рефлекса истезања и играју главну улогу у одржавању мишићног тонуса. Они су инхибирани или побуђени вишеструким силажним системима влакана. Постоји више интернеуронских путева и њихова улога у спастичности се разматра касније. Међу њима, рекурентна инхибиција од стране Renshaw ћелије, реципрочна инхибиција Iа  од мишића антагониста, нереципрочна инхибиција Iб од стране Голџијевог тетивног органа и пресинаптичка инхибиција су најважнији за одржавање мишићног тонуса.

### Супраспинална контрола преко силазних дугих трактова
Код људи, супраспинални утицај на мишићни тонус и рефлексе истезања углавном је модулисан међусобном игром два инхибиторна и два фасилитирајућа силазна тракта.

#### Инхибиторни тракт
- Кортикоспинални тракт (КСТ) из моторног кортекса)
- Кортикоретикуларни (из премоторног кортекса) и дорзални ретикулоспинални тракт (дорзални РСТ)из медуларне ретикуларне формације)

#### Фацилитатори тракт
- Вестибулоспинални тракт (ВСТ) - из латералног вестибуларног или Деитеровог једра.

1. Медијални ретикулоспинални тракт (медијални РСТ) - углавном из понтинске ретикуларне формације

Међу овим трактовима, мишићни тонус се углавном регулише инхибиторним дорзалним РСТ и фацилитативним медијалним РСТ.

### Мали мозак
Медијални део предњег режња малог мозга активира медуларну ретикуларну формацију одакле настаје дорзални РСТ. Дакле, подручје малог мозга инхибира тонус мишића индиректно кроз инхибицију гама моторних неурона преко дорзалног РСТ-а. Међутим, бочни део предњег режња активира понтинску ретикуларну формацију. Стога, он олакшава мишићни тонус индиректно преко медијалне РСТ стимулацијом гама моторних неурона. Код људи, пошто је латерални део предњег малог мозга развијенији, лезије малог мозга обично производе хипотонију. С друге стране, вестибулоцеребелум је повезан са вестибуларним језгром које стимулише алфа моторне неуроне. Према томе, мали мозак је такође важно регулаторно место за 'алфа-гама везу.